# Какмахі
Какмахі (рос. Какмахи) — село Акушинського району, Дагестану Росії. Входить до складу муніципального утворення Сільрада Бургімакмахінська.
Населення — 616 (2010).

## Населення
За даними перепису населення 2002 року в селі мешкало 517 осіб. У тому числі 267 (51,64 %) чоловіків та 250 (48,36 %) жінок.
Переважна більшість мешканців — даргинці (100 % від усіх мешканців). У селі переважає північнодаргинська мова.